# Hans Hass
Hans Hass (23. ledna 1919 Vídeň – 16. června 2013 tamtéž) byl rakouský průkopník potápění, mořský biolog, ekolog a filmař, známý svými cestopisnými knihami a dokumenty o životě žraloků.

## Život
Narodil se ve Vídni, kde vystudoval gymnázium. Po maturitní zkoušce v roce 1937 strávil léto na francouzské riviéře, kde se seznámil s tehdy populárním spearfishingem a fotografováním pod vodou. Potápění jej uchvátilo a sám se pustil do zlepšování tehdy dostupného potápěčského vybavení – vytvořil vlastní ploutve, podmořský fotoaparát a filmovou kameru. V roce 1939 odjel s dvěma přáteli na prázdninovou potápěčskou expedici do Karibiku na ostrovy Curaçao a Bonaire, která se kvůli problémům způsobenými vypuknutím 2. světové války protáhla na více než půl roku. V Karibiku nasbíral fotografie do své knihy V říši korálů a žraloků. Po svém návratu ukončil studium práv a přestoupil na biologii.

## Filmografie
- 1951 Dobrodružství v Rudém moři
- 1954 Výprava Xarifa